# HK Jugra Chanty-Mansijsk
HK Jugra Chanty-Mansijsk (rusky Югра Ханты-Мансийск) je profesionální ruský hokejový tým. Byl založen v roce 2006. Do KHL vstoupil v roce 2010. Své domácí zápasy hraje v Aréně Jugra. 

## Úspěchy
- Ruská vyšší liga ledního hokeje 3x – 2008/2009, 2009/2010, 2020/2021

## Přehled účasti v KHL
| Rusko                       |        |                                                            |                  |
| Sezóny                      | Soutěž | Play off                                                   | Kapitán          |
| 2010/2011                   | KHL    | Osmifinále (prohra 2:4 na zápasy s Metallurg Magnitogorsk) | bez kapitána     |
| 2011/2012                   | KHL    | Osmifinále (prohra 1:4 na zápasy s Traktor Čeljabinsk)     | Jevgenij Blochin |
| 2012/2013                   | KHL    | Ne                                                         | bez kapitána     |
| 2013/2014                   | KHL    | Ne                                                         | Michail Jakubov  |
| 2014/2015                   | KHL    | Ne                                                         | Arťom Těrnavskij |
| 2015/2016                   | KHL    | Ne                                                         | Andrej Ivanov    |
| 2016/2017                   | KHL    | Ne                                                         | Konstantin Panov |
| 2017/2018                   | KHL    | Ne                                                         | Konstantin Panov |
| 2018/2019                   | VHL    | Osmifinále (prohra 0:3 na zápasy s HK Saryarka Karaganda)  |                  |
| 2019/2020                   | VHL    | Ne                                                         |                  |
| 2020/2021                   | VHL    | Finále (výhra 4:1 na zápasy s Metallurg Novokuzněck)       |                  |
| 2021/2022                   | VHL    | Semifinále (prohra 2:4 na zápasy s Dynamo Petrohrad)       |                  |
| 2022/2023                   | VHL    | Osmifinále (prohra 2:4 na zápasy s Gorňak UGMK)            |                  |
| 2023/2024                   | VHL    | Semifinále (prohra 2:4 na zápasy s AKM Tula)               |                  |
| Zdroj na Eliteprospects.com |        |                                                            |                  |

## Češi a Slováci v týmu
| Ročník    | Hráči ČR - Zde                                                   | Hráči SR - Zde                                 | Link |
| --------- | ---------------------------------------------------------------- | ---------------------------------------------- | ---- |
| 2010/2011 | nikdo                                                            | Marek Zagrapan, Tomáš Bulík, Vladimír Dravecký |      |
| 2011/2012 | nikdo                                                            | Tomáš Starosta                                 |      |
| 2012/2013 | Marek Trončinský                                                 | Tomáš Starosta                                 |      |
| 2013/2014 | Marek Trončinský (od 13.1.2014 HC Oceláři Třinec) Radek Smoleňák | Tomáš Starosta                                 |      |
| 2014/2015 | Lukáš Kašpar (od 13.2.2015 Oulun Kärpät)                         | nikdo                                          |      |
| 2015/2016 | nikdo                                                            | nikdo                                          |      |
| 2016/2017 | nikdo                                                            | nikdo                                          |      |
| 2017/2018 | Ondřej Vitásek, Vojtěch Polák                                    | Martin Štajnoch                                |      |